# British longhair
Le british longhair est une race de chat domestique originaire d'Angleterre. Ce chat de taille moyenne à grande est la variété à poils mi-longs du british shorthair.

## Origines
Le british longhair descend directement du british shorthair et leur histoire est donc identique jusqu’à la fin de la Première Guerre mondiale.
Dès la fin du XIXe siècle, des éleveurs anglais avaient remarqués que les chats britanniques avaient des traits particuliers et les sélectionnèrent afin de les exposer lors de l’une des premières exposition féline en 1871 au Crystal Palace de Londres. On leur donna le nom de british shorthair pour les différencier des chats étrangers ou à poils longs.
C'est après la Première Guerre mondiale, lorsque le nombre de british shorthair étaient au plus bas, que les Anglais durent introduire des chats sans pedigree pour reconstituer la race. Ils eurent recours également à des persans. La conséquence fut la perte des caractéristiques physiques de la race et l’introduction du gène poils longs. La GCCF anglaise refusa d’enregistrer ces chats et n’accepta les chatons que trois générations après que le croisement avec un chat sans race ou d’une autre race eut lieu.
Le même scénario se répéta après la Seconde Guerre mondiale. En plus du persan, l’utilisation d’autres races comme le chartreux, le bleu russe ou le burmese est vraisemblable.
Des chatons au poil mi-long naissaient régulièrement dans les portées de british shorthair. Longtemps mis à l’écart, la race fut développée ensuite séparément. La France reconnut cette variété en 2000 et en 2009 pour la TICA américaine et la WCF. Les autres principaux livres des origines ne la reconnaissent pas encore.
Le british longhair reste beaucoup plus discret que son homologue à poil court. En France, il ne représentait entre 2003 et 2008 que 0.55 % du total des chats de race. Le nombre d’enregistrement a toutefois beaucoup augmenté depuis 2006, passant d’une moyenne de 65 british longhair enregistrés par an à 142 en 2008.

## Standards

### Corps
Le british longhair a un corps tout en rondeur. Les hanches et les épaules sont larges et d’une manière générale, le chat doit être musclé et avoir une ossature robuste. Le manque de tonicité musculaire ou une ossature trop fine sont éliminatoires en expositions. L’encolure est musclée et trapue mais peut donner l’impression qu’elle est inexistante car elle est très courte. Les pattes doivent être de taille moyenne selon le LOOF et courtes selon la WCF. Comme le reste du corps, elles doivent présenter une musculature puissante et une bonne ossature. Les pieds sont ronds et fermes. La queue doit être épaisse et mesurer environ les deux tiers du corps. Elle doit être bien fournie et panachée.

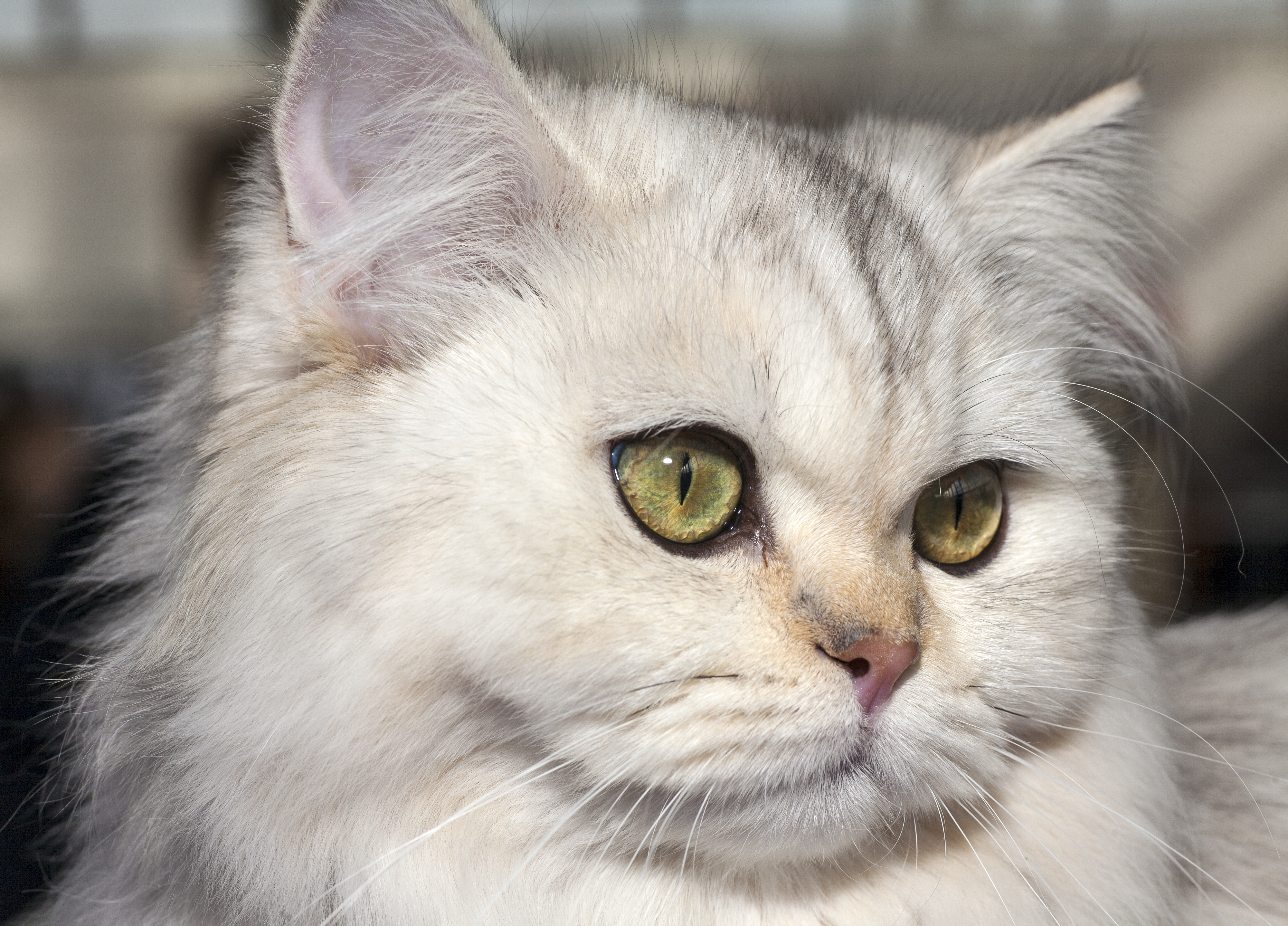
Tête d'un British longhair.

### Tête
La tête possède des contours arrondis. Elle est plutôt large avec des joues pleines et un crâne bien arrondi, descendant vers un museau court dans une courbe creuse. Il faut toutefois que l’apparence de la tête du british shorthair ne soit pas trop proche de celle du persan ou de l’exotic shorthair car cela est considéré comme un défaut éliminatoire, tout comme des narines pincées. Le museau est fort et plein. Les yeux doivent être grands et ronds. Ils sont écartés l’un de l’autre, ce qui accentue l’impression de largeur du nez. La couleur des yeux doit être assortie à celle de la robe et les juges du LOOF donnent une préférence aux couleurs brillantes. Les oreilles sont de taille moyenne à petite, larges à la base et bien écartées sur la tête. Leur extrémité doit être arrondie.

### Robe et fourrure
La fourrure du british longhair est mi-longue et soyeuse. Elle comporte un sous-poil épais. Les manques de densité et de sous-poils sont considérés comme des défauts pénalisants par les juges. La collerette et la culotte doivent être bien fournies en poils.
Toutes les couleurs sont acceptées.
Des croisements avec d'autres british longhair ainsi qu'avec des british shorthair sont autorisés. Mais il est également possible de les croiser avec des Highland fold ou des Scottish fold.

## Caractère

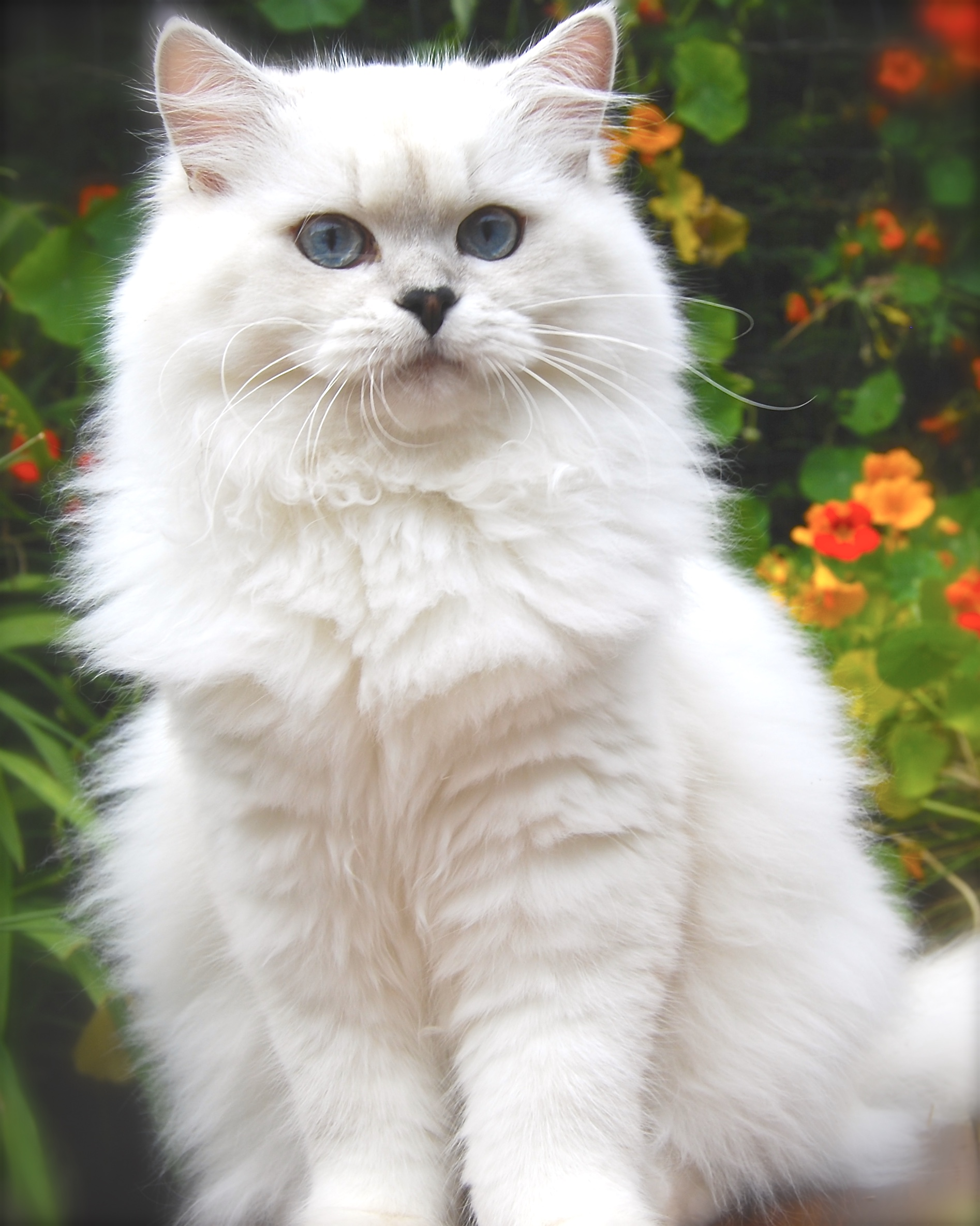
corps du british longhair.

Le caractère du british longhair serait le même que celui du shorthair, c'est-à-dire un chat calme avec le flegme légendaire de ses origines et très attaché à son propriétaire. On dit que c'est également une race très joueuse et n'aimant pas se faire porter. Ces traits de caractère restent toutefois variables et modulés par l'histoire de chaque individu.

### Santé
Le british longhair est l’une des races plus particulièrement touchée par l’érythrolyse néonatale. Cette maladie se déclare lorsque le chaton est de groupe sanguin A, que le père est du groupe A mais la mère est du groupe B. La mère transmet alors à ses chatons des anticorps via son colostrum. Il en résulte alors la mort du chaton nouveau-né.
Les vétérinaires conseillent un groupage sanguin systématique des reproducteurs appartenant à une race à risque, telle que les british. Dans le cas de chatons nés de parents appartenant aux groupes sanguins à risques, il reste la possibilité de séparer le chaton de sa mère durant les 24 à 36 premières heures de vie en administrant un substitut colostral au chaton ou en le plaçant chez une chatte allaitante de groupe A.